# Anne Mulcahy
Pour les articles homonymes, voir Mulcahy.
Anne Mulcahy est une femme d'affaires américaine née en 1952. Elle a été la PDG de l'entreprise Xerox d'août 2001 à juillet 2009.
En 2005, elle est désignée 6e femme la plus puissante au monde par le magazine Forbes, 5e en 2006 et 10e en 2008.